# サンタ・メサ駅
サンタ・メサ駅はサンタ・メサ地区内に存在するフィリピン国鉄南方本線の駅。駅名は周辺の地区名からとられている。
トゥトゥバン駅から4つ目の駅であり、現在サンタ・メサ地区内で唯一運用されている南方本線の駅である。
多くの駅と同じように地上駅である。ラモン・マグサイサイ大通り近くにあり、接続する名前のない独自の駅の間口への道があり、パサイ・ロード駅とともに独自の道がある珍しい駅となっている。また、サンタ・メサ駅は新しいフィリピン国鉄気動車のためにホームの延長とかさ上げを行った3駅(パサイ・ロード、エスパーニャ)の一つである。もともとのプラットホームも特に都市間列車(機関車両)などのコミューターエクスプレスの列車の利用のために維持されているものの、サンタメサはこれらの列車が止まれる駅には指定されていない。
かつてはアンティポロ線やその支線のモンタルバン線にも使われアンティポロ駅やモンタルバン駅と接続していた。これらの路線は現在は廃線となっている。

## 歴史
サンタ・メサ駅は1905年12月22日に開業し駅で、もともとは東南東にグアダルーペにむかうサンタ・メサ-マンダルヨン間の路線への駅であった。その後まもなくこの路線から分岐し南西方向に向かう路線が建設された。パシグ川橋によってパシグ川を渡るMRR(現在のPNR)の最初の路線となり、パシグ川の先にあるパンダカン駅や石油貯蔵所、さらにその先のマラカナンへの敷設権を含むその他の支線へ接続する路線であった。これが現在の南方本線となっている。当時は現在は廃線となった多くの路線(ナリック・カルモナ、バタンガス、サンタクルス・パンガシナン、ブントグ)への列車も運用されていた。

## 駅配置
| 1階 ホーム | 側面ホーム、右開き | 側面ホーム、右開き            |
| 1階 ホーム | ホームA            | 首都通勤線 トゥトゥバン行 (←) |
| 1階 ホーム | ホームB            | 首都通勤線 アラバン行 (→)     |
| 1階 ホーム | 側面ホーム、右開き |                               |
| 1階        | コンコース 地上階  | 券売所、駅事務所              |

## 近隣施設
近隣施設にサンタメサ公設市場、SMシティ サンタ・メサ、フィリピンポリテクニック大学(PUP)メインキャンパス、エウロヒオ・アマン・ロドリゲス科学技術研究所(EARIST)、イエス聖心カトリック学校、慈済基金会フィリピン本部などがある。

## 交通アクセス
マグサイサイ大通りを通るジープニーやバスとアクセスできる。自転車タクシーも駅の近くに停車している。
サンタ・メサ駅からの徒歩、トライサイクルによるLRT-2線のプレサ駅と乗り継ぎが可能である。